# NGC 6153
NGC 6153 (другие обозначения — PK 341+5.1, ESO 331-PN6, AM 1628-400) — планетарная туманность в созвездии Скорпион.
Этот объект входит в число перечисленных в оригинальной редакции «Нового общего каталога».
Исследования показали, что содержание неона, аргона, кислорода, углерода и хлора в NGC 6153 в три раза выше, чем в Солнечной системе, а содержание азота — в пять раз. Возможно, это результат эволюционных процессов самой звезды, но скорее всего звезда образовалась в среде, которая уже изначально была богата этими химическими элементами.